# Kite Man: Hell Yeah!
Kite Man: Hell Yeah! è una serie televisiva animata con protagonista l'omonimo personaggio dei fumetti DC Comics.
La serie è uno spin-off della serie animata Harley Quinn.

## Trama
Kite Man: Hell Yeah! segue le avventure audaci di Kite Man e della sua ragazza Golden Glider, che vivono insieme al Noonan's, il bar più malfamato di Gotham. Decidono di portare la loro relazione al livello successivo aprendo un bar all'ombra della Legion of Doom di Lex Luthor.

## Episodi
| Stagione       | Episodi | Pubblicazione USA |
| -------------- | ------- | ----------------- |
| Prima stagione | 10      | 2024              |

## Personaggi

### Principali
- Charles "Chuck" Brown / Kite Man, doppiato da Matt Oberg
- Lisa Snart / Golden Glider, doppiata da Stephanie Hsu
- Stephanie Brown / Spoiler, doppiata da Stephanie Hsu
- Bane, doppiato da James Adomian
- Fake Riddler, doppiato da James Adomian
- Lawrence Snart, doppiato da James Adomian
- Giovane Pinguino, doppiato da James Adomian
- Sean Noonan, doppiato da Jonathan Banks
- Malice Vundabar, doppiata da Natasia Demetriou
- Joe/Moe Dubelz, doppiato da Michael Imperioli
- Queen of Fables, doppiata da Janelle James

### Secondari
- Chessire, doppiato da Dee Bradley Baker
- Baby Doll, doppiata da Maria Bamford[3]
- Leonard Snart / Captain Cold, doppiato da Vic Chao
- Rebecca Chen, doppiata da Margaret Cho
- Darryl Brown, doppiato da Andy Daly
- Sinestro, doppiato da Andy Daly
- Darkseid, doppiato da Keith David
- Detective Chimp, doppiato da Phil LaMarr
- DeSaad, doppiato da Phil LaMarr
- Black Manta, doppiato da Phil LaMarr
- Helen Villigan, doppiata da Judith Light
- Sixpack, doppiato da Eddie Pepitone
- Lex Luthor (stagione 1), doppiato da Lance Reddick
- Gus the Goon, doppiato da Rory Scovel

### Cameo e guest
- Poison Ivy, doppiata da Lake Bell
- Barbara Ann Minerva / Cheetah, doppiata da Lake Bell
- Tawny Young, doppiata da Tisha Campbell
- Madre di Kenneth, doppiata da Lacey Chabert
- Dr. Harleen Quinzel / Harley Quinn, doppiata da Kaley Cuoco
- Giovane Captain Cold, doppiato da Brycen Hall
- Giovane Golden Glider, doppiata da Araceli Prasarttongosoth
- Kenneth, doppiato da Cristina Pucelli
- L'Enigmista, doppiato da Jim Rash
- Stacy, doppiata da Katie Rich
- Insect Queen, doppiata da Rhea Seehorn

## Produzione

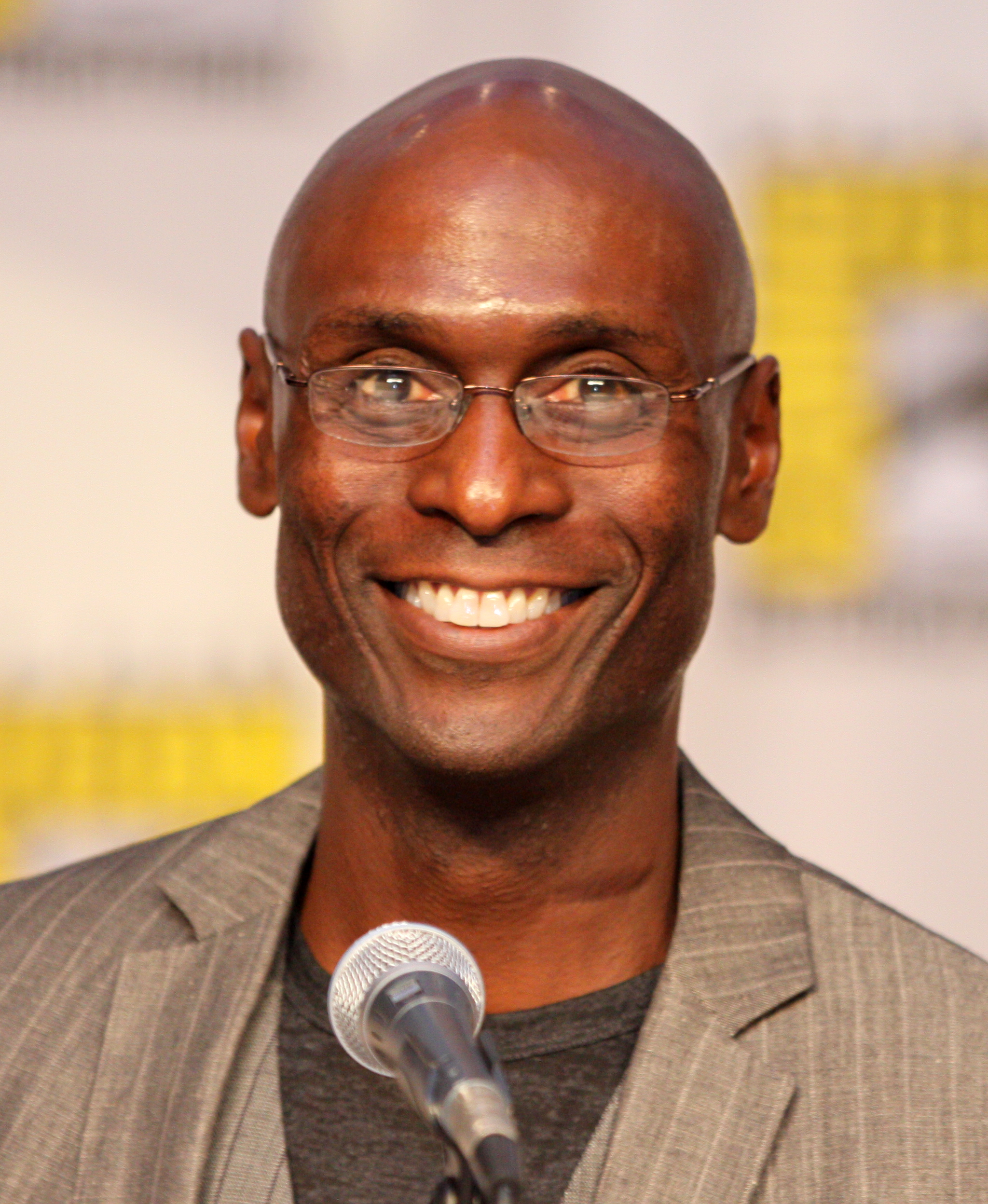
Prima della sua morte nel 2023, Lance Reddick aveva registrato tutti i suoi dialoghi per la prima stagione come Lex Luthor.

### Sviluppo
Il produttore esecutivo di Harley Quinn, Patrick Schumacker, ha rivelato al South by Southwest nel marzo 2022, durante il panel "Not Kidding Around: Warner Bros. Animation and the Reimagining of Iconic Characters for an Adult Audience" che erano in corso i lavori per uno spin-off con il personaggio di Kite Man nel ruolo principale.
Ad aprile 2022, HBO Max ha annunciato che era stato dato l'ordine per una serie, che avrebbe avuto il titolo di Noonan's. A luglio, è stato riportato che Dean Lorey, co-sviluppatore di Harley Quinn, e Katie Rich sarebbero stati i produttori esecutivi della serie.
A giugno 2023, durante l'Annecy International Animation Film Festival, è stato annunciato che la serie sarebbe stata rinominata in Kite Man: Hell Yeah!.

### Casting
Dopo l'annuncio della serie, Matt Oberg è stato confermato per riprendere il ruolo di Kite Man. A settembre 2023, insieme al rilascio del trailer teaser, sono stati annunciati i casting di Stephanie Hsu, James Adomian, Jonathan Banks, Lance Reddick, Michael Imperioli, Natasia Demetriou, Judith Light, Janelle James, Rory Scovel e Keith David, con Kaley Cuoco e Lake Bell che appariranno anche come guest star.